# Cal Ripken Jr.
Calvin Edwin Ripken Jr. (Havre de Grace, 24 de agosto de 1960) é um ex-jogador americano de beisebol, que defendeu os Baltimore Orioles durante toda a sua carreira, de 1981 a 2001. Dezenove vezes participante do Jogo das Estrelas da Major League Baseball, Ripken é considerado um dos melhores interbases da história do esporte. Seu pai, Cal Sr., foi um treinador que comandou os Orioles no fim dos anos 80.
Ripken ganhou o apelido de Iron Man (“Homem de Ferro”), obstinadamente permanecendo na escalação, apesar de numerosas lesões menores. Ele jogou um recorde de 2 632 partidas consecutivas durante 16 temporadas, de 30 de maio de 1982 a 20 de setembro de 1998. Ele fez seu 2 131º jogo em 6 de setembro de 1995, contra os California Angels, quebrando o recorde de 56 anos estabelecido pelo “Iron Horse” (“Cavalo de Ferro”) Lou Gehrig, lendário primeira-base dos New York Yankees. Ripken foi eleito ao Salão da Fama do Beisebol no seu primeiro ano de elegibilidade, em 9 de janeiro de 2007.